# Mambas
Mambas sind schnelle, baumkletternde Giftschlangen. Der wissenschaftliche Name Dendroaspis (auch: Dendraspis) bedeutet wörtlich übersetzt „Baumschlange“. Der Trivialname leitet sich aus dem isiZulu Wort für „Große Schlange“ ab.

## Vorkommen

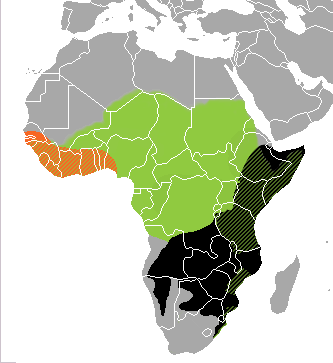
D. polylepis
D. angusticeps
D. viridis

Mambas kommen ausschließlich in Afrika vor. Dort führen sie ein verstecktes Dasein. Sie leben in verlassenen Erdbauen und Steinhügeln sowie auf Bäumen.

## Ernährung
Sie jagen tagsüber vor allem kleine Säugetiere, Vögel, Baumfrösche und Eidechsen.

## Giftwirkung
Mambas neigen dazu, nach einem Biss noch mehrmals zuzubeißen. Ihr hochwirksames Gift enthält vor allem verschiedene Neurotoxine und die ihnen eigenen Dendrotoxine.
Ein Biss endet beim Menschen ohne Behandlung mit einem Antiserum in der Regel tödlich, bei der Gewöhnlichen Mamba (Dendroaspis angusticeps) wurde bisher jedoch erst ein Biss mit Todesfolge bei einem Kind nachgewiesen. Absolut lebensbedrohlich ist die Giftwirkung, wenn der Biss eine Vene trifft, dann bleiben für eine lebenserhaltende Therapie nur wenige Minuten Zeit.

## Arten
Es sind vier Arten der Gattung Dendroaspis bekannt:
- Die Schwarze Mamba (Dendroaspis polylepis Günther, 1864), die ihren Namen wegen ihrer dunklen, fast schwarzen Mundhöhle hat, ist mit bis über 4 m Länge die größte Giftschlange Afrikas. Sie jagt in einem festen Gebiet um ihr Nest und ist mit bis zu 20 km/h außerdem eine der schnellsten Schlangenarten der Welt. Normalerweise ergreift die Schwarze Mamba die Flucht, wenn Gefahr droht. Allerdings kann sie bei Bedrohung auch sehr schnell sehr aggressiv werden. Beim Biss stößt die Schlange circa 100 Milligramm ihres tödlichen Giftes aus – das entspricht etwa dem Zehnfachen der für Erwachsene tödlichen Dosis (LD: 10–15 mg). Das Opfer erstickt, da die Atemmuskulatur durch das Gift gelähmt wird.
- Die Grüne Mamba (Dendroaspis viridis (Hallowell, 1844)) ist ebenfalls hochgiftig, allerdings weniger giftig als die Schwarze Mamba.
- Jamesons Mamba (Dendroaspis jamesoni (Traill, 1843)) ist eine in West-, Zentral- und dem westlichen Ostafrika häufig anzutreffende Schlange mit einem für den Menschen lebensbedrohenden Gift.
- Die Gewöhnliche Mamba (Dendroaspis angusticeps (Smith, 1849)) ist zwar nur halb so giftig wie die Schwarze Mamba, aber trotzdem noch immer lebensgefährlich. Sie bewohnt Ostafrika und ist dort häufig anzutreffen.